# Tvångsmedel
Tvångsmedel är i svensk rätt beteckningen på sådana åtgärder en myndighet eller myndighetsperson har rätt att utföra och som inskränker en persons fri- och rättigheter.
Tvångsmedel kan vara olika typer av frihetsberövanden som gripande, anhållande, häktning, omhändertagande, uppsikt eller förvar samt handfängsel, fotfängsel, midjefängsel och spotthuva. Det kan också vara till exempel kroppsvisitation, kroppsbesiktning, husrannsakan, telefonavlyssning, kameraövervakning eller beslag av egendom.
De flesta tvångsmedlen i svensk lag finns uppräknade och beskrivna i rättegångsbalken (SFS 1942:740).